# Gryttjom
För andra betydelser, se Gryttjom (olika betydelser).
Gryttjom är en bebyggelse längs länsväg C 600 (gamla E4) i Tierps kommun. Från 2023 avgränsar SCB här en småort.
Gryttjom är en gammal bruksort och rester av vallonbruket finns fortfarande kvar på orten.
Byn omtalas första gången 1409 då jord tillhörig Gotskalk Bengtsson (Ulv) i Gryttjom dömdes som skattejord. 1413 omtalas tre fastrar från Gryttjom i en köpehandling. 1541 fanns 5 mantal skatte i Gryttjom.
I Gryttjom finns ett flygfält (ESKG) där Stockholms fallskärmsklubb bedriver fallskärmshoppning.